# Danica Živanov
Danica Živanov (ur. 8 lutego 1967, zm. 21 stycznia 2003) – reprezentująca Socjalistyczną Federacyjną Republikę Jugosławii lekkoatletka, która specjalizowała się w rzucie oszczepem.
W 1985 roku została wicemistrzynią Europy juniorek. Rok później bez powodzenia startowała w mistrzostwach Europy.  
Złota medalistka mistrzostw Jugosławii.
Rekord życiowy: 61,98 (21 września 1985, Senta). 

## Osiągnięcia
| Rok  | Impreza                     | Miejsce   | Pozycja           | Wynik |
| ---- | --------------------------- | --------- | ----------------- | ----- |
| 1983 | Mistrzostwa Europy juniorów | Schwechat | 13. miejsce       | 41,94 |
| 1985 | Mistrzostwa Europy juniorów | Chociebuż | 2. miejsce        | 60,10 |
| 1986 | Mistrzostwa Europy          | Stuttgart | el. – 17. miejsce | 54,70 |